# Madrasostes burckhardti
Madrasostes burckhardti är en skalbaggsart som beskrevs av Renaud Maurice Adrien Paulian 1989. Madrasostes burckhardti ingår i släktet Madrasostes och familjen Hybosoridae. Inga underarter finns listade i Catalogue of Life.